# Димитър Меджидиев
Димитър Г. Меджидиев е български революционер, деец на Върховния македоно-одрински комитет.

## Биография
Меджидиев е роден в 1868 година в Дупница, тогава в Османската империя, днес в България. В 1895 година по време на четническата акция на Македонския комитет е включен в отрядите на Петър Начев и Васил Мутафов. Меджидиев продължава революционната си дейност след неуспеха на акцията. На Меджидиев възлагат организацията на чети, които се прехвърлят в Македония, укриване на оръжие и лекуване на ранени четници.
Димитър Меджидиев умира в 1935 година.